# DVD-ROM

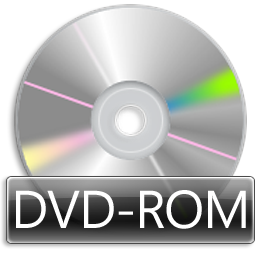
Icono DVD-ROM

Un DVD-ROM "Disco Versátil Digital de Memoria de Solo Lectura" (del inglés Digital Versatile Disc Read Only Memory), es un DVD que pertenece al tipo de soportes WORM, es decir, al igual que un CD-ROM ha sido grabado una única vez (método de grabación por plasmado) y puede ser leído o reproducido muchas veces.
Es un disco con la capacidad de ser utilizado para leer o reproducir datos o información (audio, imágenes, video, texto, etc), es decir, puede contener diferentes tipos de contenido como películas cinematográficas, videojuegos, datos, música, etc.
Es un disco con capacidad de almacenar  4,7 Gigabytes según los fabricantes en base decimal, y aproximadamente 4,377 Gigabytes reales en base binaria o Gigabytes de datos en una cara del disco; un aumento de más de 7 veces con respecto a los CD-R y CD-RW.

## Lectores de DVD-ROM
- PlayStation 2
- PlayStation 3 (solo con juegos de PS2 en este formato, y solo funcionan en los modelos fat con el hardware de PlayStation 2).
- Xbox (consola)
- Xbox 360
- Xbox One (solo por la retrocompatibilidad con Xbox y Xbox 360).
- Xbox Series X (también para la retrocompatibilidad de Xbox y Xbox 360).
- Lectora DVD-ROM